# Ника (кинопремия, 2025)
38-я церемония вручения наград национальной кинематографической премии «Ника» за 2024 год состоялась 24 марта 2025 года. Номинанты были объявлены 25 февраля 2025 года.
Наибольшее количество номинаций (9) получил фильм «Воздух». Наибольшего количества наград (7 — во всех номинациях) удостоился фильм «Мастер и Маргарита».

## Специальные призы
| Категории                                                   | Лауреаты            |
| ----------------------------------------------------------- | ------------------- |
| Честь и достоинство                                         | ★ Александр Зацепин |
| За вклад в кинематографические науки, критику и образование | ★ Владимир Малышев  |

## Список лауреатов и номинантов
★ Победители выделены отдельным цветом. 
- 0/9: «Воздух»
- 7/7: «Мастер и Маргарита»
- 1/7: «Смотри на меня!»
- 1/5: «Снег в моём дворе»
- 2/4: «Кончится лето»
- 0/4: «Сто лет тому вперёд»
- 1/2: «Любовь Советского Союза»

| Категории                           | Лауреаты и номинанты |
| ----------------------------------- | --- |
| Лучший игровой фильм                | ★ Мастер и Маргарита (продюсеры: Рубен Дишдишян, Игорь Толстунов, Анатолий Акименко, Юлия Иванова, Наталия Клибанова, Арам Ованнисян, Арам Мовсесян) |
| Лучший игровой фильм                | • Воздух (продюсеры: Артём Васильев, Константин Эрнст, Сергей Титинков, Наталия Клибанова, Фёдор Щербаков)                                           |
| Лучший игровой фильм                | • Смотри на меня! (продюсеры: Мария Жигалова, Вадим Верещагин)                                                                                       |
| Лучший игровой фильм                | • Снег в моём дворе (продюсер: Александр Плотников, Борис Хлебников, Анна Тихонова, Бакур Бакурадзе, Тинатин Каджришвили, Лаша Халваши)              |
| Лучший игровой фильм                | • Кончится лето (продюсер: Александр Плотников, Борис Хлебников, Анна Тихонова, Валерий Федорович, Евгений Никишов, Игорь Мишин, Максим Филатов)     |
| Лучшая режиссёрская работа          | ★ Бакур Бакурадзе — «Снег в моём дворе» |
| Лучшая режиссёрская работа          | • Владимир Грамматиков — «Смотри на меня!» |
| Лучшая режиссёрская работа          | • Алексей Герман-мл. — «Воздух» |
| Лучшая сценарная работа             | ★ Андрей Кончаловский, Елена Киселёва — «Смотри на меня!»                                                                                            |
| Лучшая сценарная работа             | • Бакур Бакурадзе — «Снег в моём дворе» |
| Лучшая сценарная работа             | • Владимир Мункуев — «Кончится лето» |
| Лучшая операторская работа          | ★ Максим Жуков — «Мастер и Маргарита» |
| Лучшая операторская работа          | • Алишер Хамидходжаев — «Снег в моём дворе» |
| Лучшая операторская работа          | • Наталья Макарова, Юлия Галочкина, Константин Постников — «Воздух»                                                                                  |
| Лучшая музыка к фильму              | ★ Алексей Рыбников — «9 секунд» |
| Лучшая музыка к фильму              | • Гоги Дзодзуашвили — «Снег в моём дворе» |
| Лучшая музыка к фильму              | • Владимир Давыденко — «Смотри на меня!» |
| Лучшая мужская роль                 | ★ Евгений Цыганов — «Мастер и Маргарита» |
| Лучшая мужская роль                 | ★ Юрий Борисов — «Кончится лето» |
| Лучшая мужская роль                 | • Сергей Безруков — «Воздух» |
| Лучшая женская роль                 | ★ Юлия Снигирь — «Мастер и Маргарита» |
| Лучшая женская роль                 | • Александра Урсуляк — «Смотри на меня!» |
| Лучшая женская роль                 | • Анастасия Талызина — «Воздух» |
| Лучшая женская роль                 | • Алина Ходжеванова — «Филателия» |
| Лучшая мужская роль второго плана   | ★ Роман Мадянов (посмертно) — «Любовь Советского Союза»                                                                                              |
| Лучшая мужская роль второго плана   | • Юрий Борисов — «Сто лет тому вперёд» |
| Лучшая мужская роль второго плана   | • Александр Петров — «Сто лет тому вперёд» |
| Лучшая женская роль второго плана   | ★ Евгения Добровольская (посмертно) — «Хуже всех» |
| Лучшая женская роль второго плана   | • Елена Лядова — «Воздух» |
| Лучшая женская роль второго плана   | • Евгения Симонова — «Смотри на меня!» |
| Лучшая работа режиссёра монтажа     | ★ Иван Лебедев — «Кончится лето» |
| Лучшая работа режиссёра монтажа     | • Ольга Гриншпун, Оксана Карчевская — «Смотри на меня!»                                                                                              |
| Лучшая работа режиссёра монтажа     | • Дарья Обухова, Мухарам Кабулова, Владимир Мосс, Семён Грицай — «Воздух»                                                                            |
| Лучшая работа звукорежиссёра        | ★ Алексей Самоделко — «Мастер и Маргарита» |
| Лучшая работа звукорежиссёра        | • Никита Ганькин — «Воздух» |
| Лучшая работа звукорежиссёра        | • Павел Дореули, Павел Стасенко — «Любовь Советского Союза»                                                                                          |
| Лучшая работа художника             | ★ Денис Лищенко — «Мастер и Маргарита» |
| Лучшая работа художника             | • Влад Огай — «Сто лет тому вперёд» |
| Лучшая работа художника             | Елена Окопная — «Воздух» |
| Лучшая работа художника по костюмам | ★ Галина Солодовникова, Ульяна Полянская — «Мастер и Маргарита»                                                                                      |
| Лучшая работа художника по костюмам | • Надежда Васильева, Ольга Михайлова — «Огниво» |
| Лучшая работа художника по костюмам | • Татьяна Долматовская, Александра Аронова — «Сто лет тому вперёд»                                                                                   |
| Лучший сериал                       | ★ Плевако (Premier, НТВ, Рок, ИРИ) |
| Лучший сериал                       | • Первый номер (Kion/МТС Медиа, Медиаслово) |
| Лучший сериал                       | • Дети перемен (Start, Wink, НТВ, НМГ Студии) |
| Лучший сериал                       | • Преступление и наказание (Кинопоиск, ZOOM Production, Плюс Студия)                                                                                 |
| Лучший сериал                       | • Столыпин (Россия-1, Москино, ИРИ) |
| Лучший сериал                       | • Трасса (Okko, Среда) |
| Лучший неигровой фильм              | ★ Лексо (режиссёр: Олеся Фокина) |
| Лучший неигровой фильм              | • У ветра нет хвоста (режиссёры: Иван Власов, Никита Сташкевич)                                                                                      |
| Лучший неигровой фильм              | • Огненный лис (режиссёр: Дмитрий Шпиленок) |
| Лучший неигровой фильм              | • Анатолий Гребнев — Дневники совсем не последнего сценариста (режиссёр: Кирилл Захаров)                                                             |
| Лучший неигровой фильм              | • Галина Волчек. В поисках интонации (режиссёры: Андрей Истратов)                                                                                    |
| Лучший анимационный фильм           | ★ Лунтик. Возвращение домой (режиссёр: Константин Бронзит)                                                                                           |
| Лучший анимационный фильм           | • Необыкновенная история одного льва (режиссёр: Оксана Холодова)                                                                                     |
| Лучший анимационный фильм           | • Ручей, бегущий в горы (режиссёр: Александр Храмцов)                                                                                                |
| Открытие года                       | ★ Зака Абдрахманова (режиссёр) — «Папа умер в субботу»                                                                                               |
| Открытие года                       | • Анна Кузнецова (режиссёр) — «Каникулы» |
| Открытие года                       | • Николай Ларионов (режиссёр) — «Вечная зима» |